# Paton, Iowa
Paton là một thành phố thuộc quận Greene, tiểu bang Iowa, Hoa Kỳ. Năm 2010, dân số của thành phố này là 236 người.

## Dân số
Dân số qua các năm:
- Năm 2000: 265 người.
- Năm 2010: 236 người.